# Cutty Sark
Il  Cutty Sark  è un clipper britannico con stazza di 963 tonnellate, varato il 22 novembre 1869 nei Cantieri Navali di Scott & Linton a Dumbarton, in Scozia. Navigò sulla rotta delle Indie per il commercio del tè e della lana.
Deve il suo nome ("Cutty Sark" significa "camiciola, sottoveste" in lingua scots) alla polena che ne adorna la prua e che raffigura la strega semi-svestita Nannie, personaggio del componimento Tam o' Shanter del poeta scozzese Robert Burns.

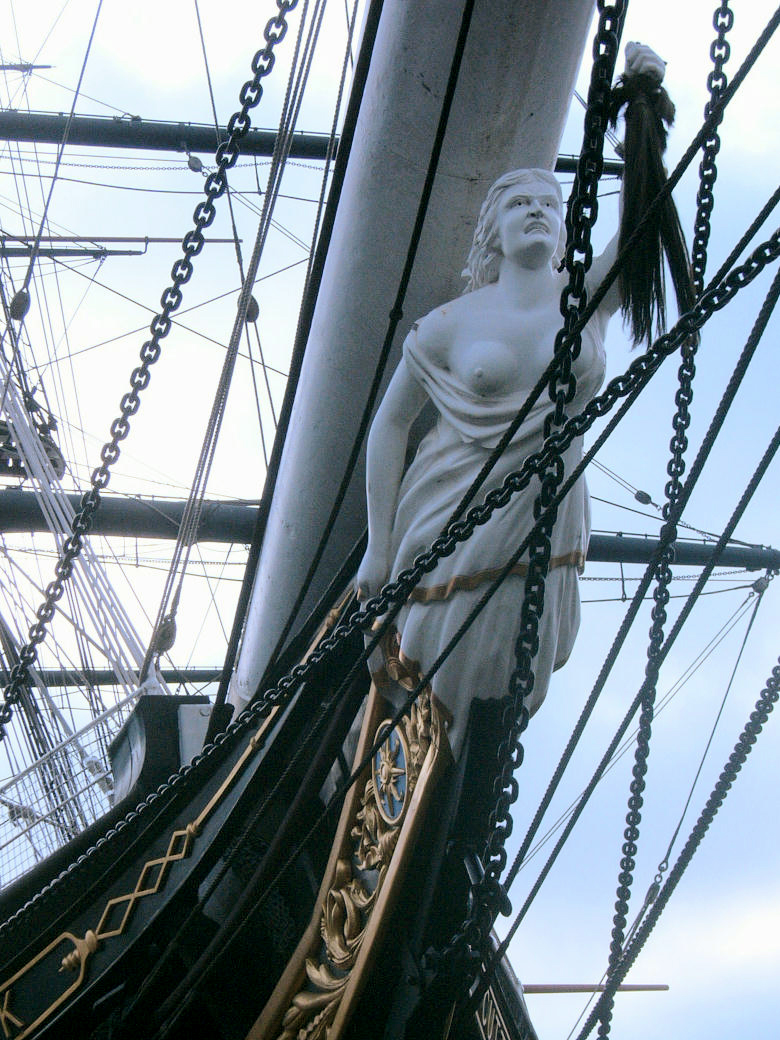
La polena del Cutty Sark, raffigurante la strega semi-vestita Nannie

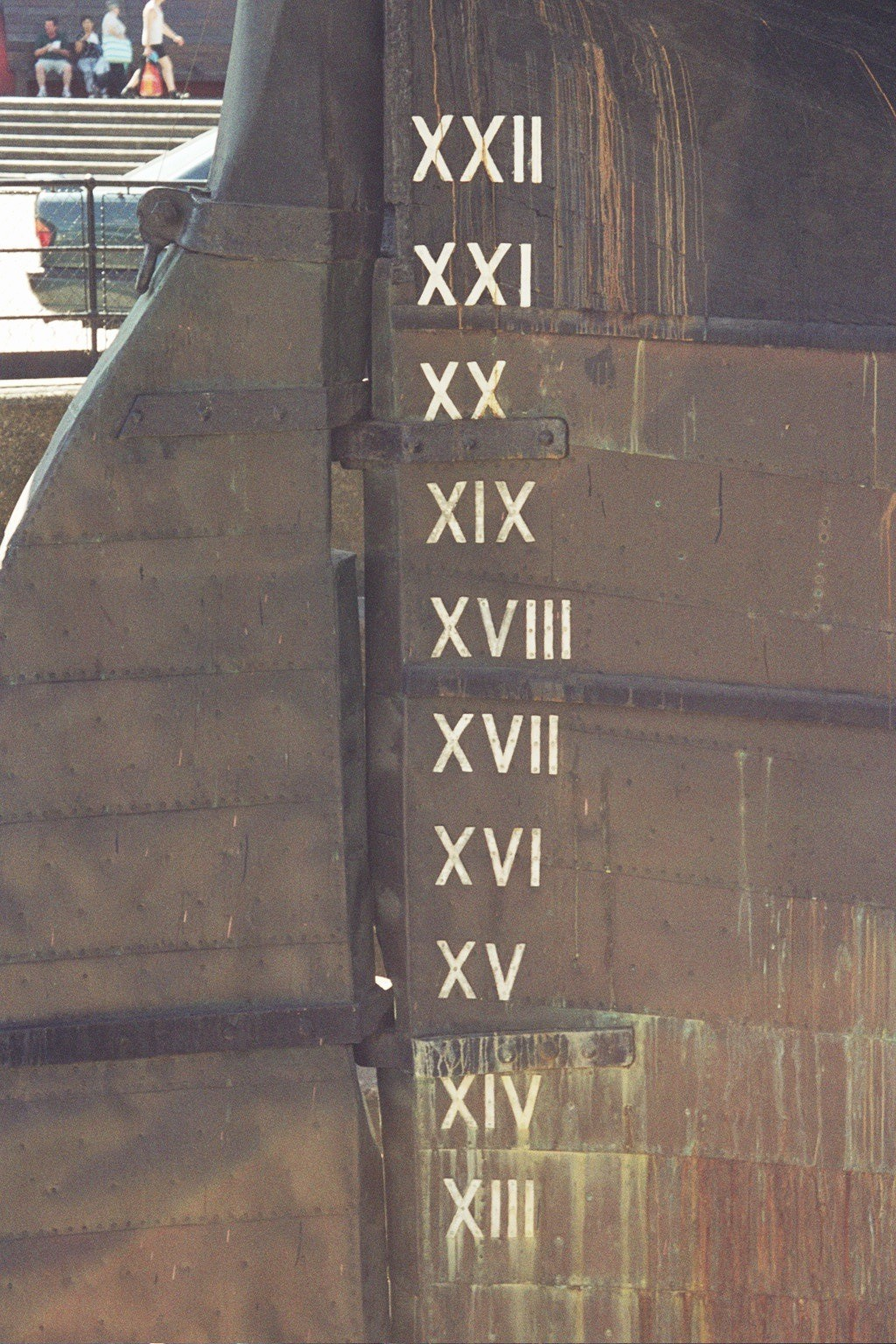
Sul Cutty Sark, i numeri romani scritti in ordine decrescente, dal 22 (XXII) al (XIII) 13 indicano il pescaggio della nave.

## Storia
Dichiaratamente e fortissimamente voluto dall'armatore londinese John Willis per vincere la gara annuale che, sulla rotta fra Cina e Gran Bretagna, assegnava il titolo di vincitore della gara del tè alla nave che più velocemente trasportava il primo raccolto della preziosa e assai richiesta pianta cinese a Londra, il Cutty Sark fu progettato dal brillante e giovane Hercules Linton, socio dei cantieri Scott & Linton di Glasgow.

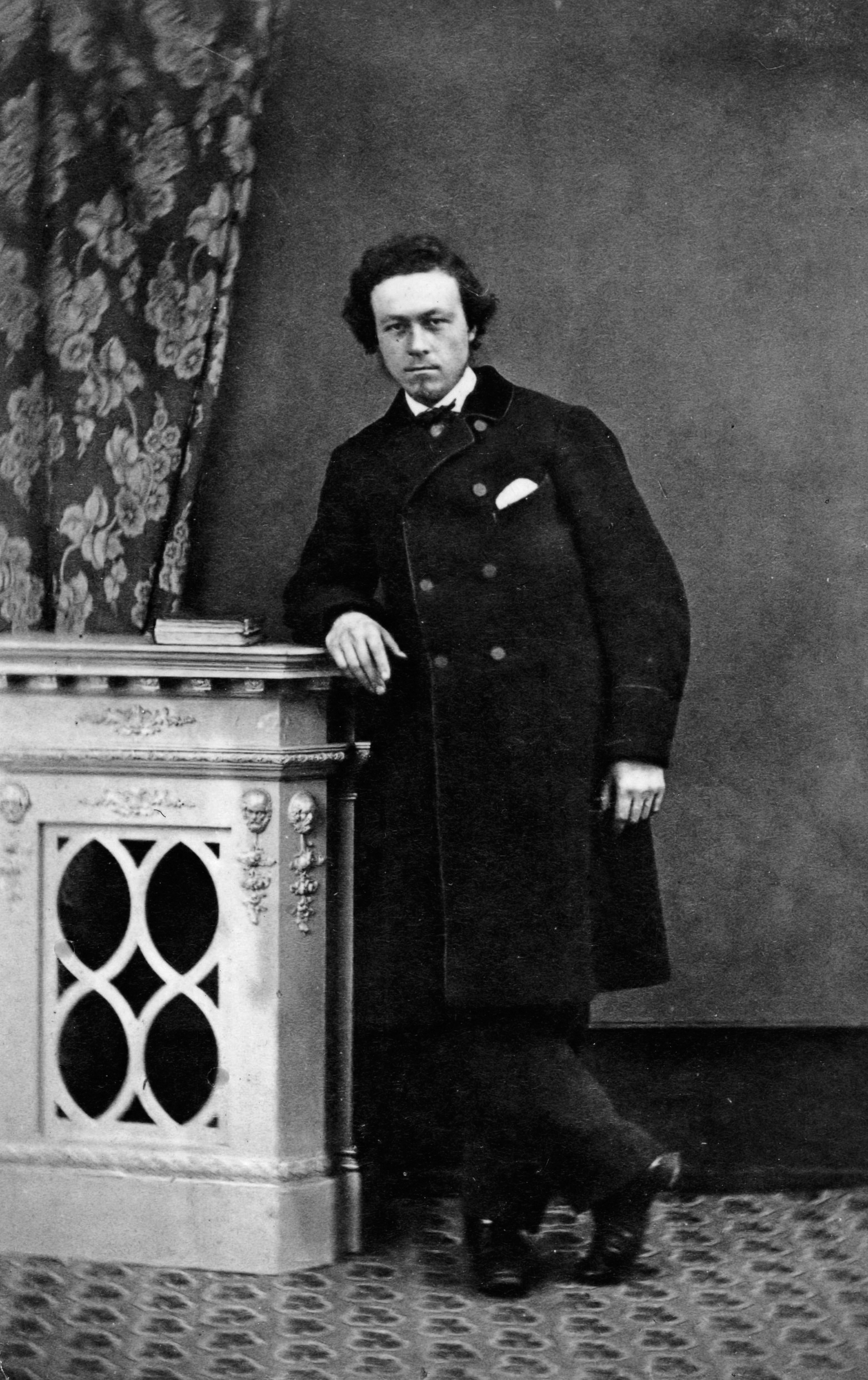
Il progettista del Cutty Sark, Hercules Linton

Sfortunatamente per il suo armatore, però, i tempi stavano cambiando per la marina commerciale e proprio nel 1869 - anno di varo del Cutty Sark - il canale di Suez venne inaugurato: un evento che avrebbe mutato per sempre le rotte dei commerci marittimi mondiali, dando alle più moderne navi a vapore l'enorme vantaggio di poter accorciare la rotta fra le Indie e l'Europa passando attraverso il Mediterraneo, evitando così il periplo dell'Africa ed il pericolosissimo, e quindi assai temuto, capo di Buona Speranza.
La fama effimera del Cutty Sark, varato quindi tardivamente in un'epoca che vedeva i piroscafi solcare mari ed oceani con successo commerciale sempre crescente, fu soprattutto legata alla famosa "gara del tè" sulla rotta fra il porto di Wusong, (Shanghai) Cina, e Londra iniziata il 17 giugno 1872 e nella quale il Cutty Sark gareggiò con il clipper Thermopylae durante una traversata durata 122 giorni e nella quale era in palio il titolo di nave da trasporto più veloce per tè: il Cutty Sark ebbe però il timone rotto durante la navigazione e, nonostante l'eroico comportamento del suo capitano Moodie e dell'equipaggio che riuscì ad aggiustare il danno in pieno oceano, giunse a Londra con sette giorni di ritardo rispetto alla rivale. L'impresa portò grande credito al Cutty Sark e tuttavia il capitano Moodie si ritirò dal suo incarico e il clipper non si riavvicinò mai più così tanto alla vittoria nella epica "corsa del tè".
Alla fine del suo servizio sotto la bandiera della Marina di sua maestà britannica venne utilizzato dal 1885 al 1895 sulla rotta tra l'Australia e la Gran Bretagna per il trasporto della lana; nei dieci anni che videro il Cutty Sark impegnato in questa rotta sotto il comando del capitano Richard Woodget fu stabilito il nuovo record di navigazione nel tempo ridotto (per quell'epoca) di 67 giorni.

Il Cutty Sark fotografato dal cap. Woodget

Nel 1895 il clipper fu venduto alla compagnia di navigazione portoghese Ferreira & Co. di Lisbona che lo modificò sostanzialmente e lo ribattezzò Ferreira nonostante l'equipaggio preferisse il nome di "Pequina Camisola" ("camiciola", "sottoveste", traduzione dello scozzese Cutty Sark). In questa sua nuova attività il clipper batté le rotte dei possedimenti coloniali portoghesi fra Porto, Rio de Janeiro, New Orleans e Lisbona fino a quando, nel 1916, perse l'albero di maestra durante una tempesta al largo del capo di Buona Speranza.
In tempi di guerra come quelli il legname per imbarcazioni era raro da reperire e il clipper venne quindi riarmato come brigantino a palo in modo da portare velature meno ampie; nel 1920 nuovo passaggio di proprietà e nuovo nome: il Ferreira diventa così Maria do Amparo.
Nel 1922, dopo una sosta di rimessaggio a Londra venne acquistato dal capitano inglese Wilfred Dowman. Quest'ultimo provvide al restauro completo dell'imbarcazione e nel 1938 la sua vedova donò la nave all'Incorporated Thames Nautical Training College che lo adoperò come nave-scuola. Dal 1954 il Cutty Sark è esposto al pubblico a Greenwich.
È rimasto esposto alle visite di un pubblico stimato in quindici milioni di persone nel Cutty Sark Clipper Ship Museum situato nel Maritime Greenwich World Heritage, presso Londra, fino al 21 maggio 2007, allorquando lo storico veliero è stato seriamente danneggiato da un incendio. Fortunatamente da pochi mesi era cominciato un lavoro di restauro durante il quale l'alberatura, l'attrezzatura velica e la gran parte delle opere di coperta erano state rimosse.
Dello scafo, tuttavia, rimangono solo le costolature in metallo e il fasciame, bruciato solo in superficie. Il ponte superiore è perduto così come la gran parte di quelli inferiori.
Secondo la ricostruzione degli investigatori, il motore di un aspirapolvere dimenticato acceso per ben due giorni dagli operai addetti al restauro ha provocato il divampare delle fiamme. Inoltre al momento dell'incidente non scattò l'allarme antincendio e non fu possibile utilizzare gli estintori, provvisoriamente rimossi dagli addetti ai lavori.
La Fondazione che si occupa del mantenimento del veliero ha immediatamente indetto, attraverso il proprio sito internet, una raccolta di fondi straordinaria volta a tentare il recupero della storica nave. L'ammontare dei danni è stimato in circa dieci milioni di sterline.
Il nuovo presidente della Cutty Sark Trust, Maldwin Drummond, ha a che fare in questo periodo con un ridimensionamento del progetto di recupero per via della mancanza di fondi. Il Cutty Sark è stato riaperto al pubblico, dopo il restauro, il 26 aprile 2012.

## Dati tecnici
- Lunghezza: 64,6 m
- Larghezza: 10,94 m
- Pescaggio: 6,38 m
- Altezza albero di maestra: 47 m
- Velatura: 34 vele
- Equipaggio: 28 uomini
- Stazza lorda: 963 t
- Stazza netta: 921 t
- Portata lorda: 892 t

## Nella cultura di massa
- Il nome del battello ha ispirato una nota marca di whisky sulla cui etichetta viene effigiato.
- Nella storia Il capitano cow-boy del Cutty Sark, capitolo 3 bis della Saga di Paperon de' Paperoni (serie a fumetti realizzata da Don Rosa), si immagina che nel 1883 Paperon de' Paperoni si sia imbarcato sul Cutty Sark per inseguire una banda di ladri di tori in fuga su un battello a vapore nei mari dell'Indonesia; si troveranno travolti dallo tsunami dell'eruzione vulcanica del Krakatoa, ma alla fine il veliero riuscirà nell'impresa, e lo stesso impassibile Capitano Moore metterà per primo un cilindro sulla testa del futuro miliardario, che nell'occasione ha tenuto anche il timone.
- Il Cutty Sark viene menzionato nella canzone dei Dire Straits Single Handed Sailor, dall'album Communiqué del 1979.